# Kummenberg
Kummenberg är en kulle i Österrike.   Den ligger i distriktet Feldkirch och förbundslandet Vorarlberg, i den västra delen av landet, 500 km väster om huvudstaden Wien. Toppen på Kummenberg är 667 meter över havet, eller 248 meter över den omgivande terrängen. Bredden vid basen är 2,3 km.
Terrängen runt Kummenberg är varierad. Runt Kummenberg är det tätbefolkat, med 319 invånare per kvadratkilometer.. Närmaste större samhälle är Dornbirn, 12,8 km nordost om Kummenberg. 
Omgivningarna runt Kummenberg är en mosaik av jordbruksmark och naturlig växtlighet.